# Mae Leonard
Mae Leonard (Limerick, 1940) es una poeta, escritora y locutora irlandesa.

## Vida y carrera
Leonard nació alrededor de 1940 en la ciudad de Limerick en un área conocida como 'La Parroquia'. Fue educada por las Hermanas de la Misericordia en St Mary's School. Después de completar un curso de secretaria en la escuela técnica local, Leonard tomó un trabajo para la corporación local y estuvo allí durante ocho años hasta que se casó y se mudó al condado de Kildare. En Kildare, Leonard trabajó como profesora de natación mientras también escribía para el periódico local. Finalmente, tomó un curso de comunicación y comenzó a trabajar para The Evening Press, la emisora nacional RTÉ, The Irish Times y la revista Ireland's Own. 